# Dołhołęka
Dołhołęka (przed 1 stycznia 1990 Długołęka) – wieś w Polsce położona w województwie lubelskim, w powiecie bialskim, w gminie Międzyrzec Podlaski.
W latach 1975–1998 miejscowość administracyjnie należała do województwa bialskopodlaskiego. 
Wieś jest sołectwem w gminie Międzyrzec Podlaski. Według Narodowego Spisu Powszechnego (III 2011 r.) liczyła 34 mieszkańców i była 33. co do wielkości miejscowością gminy.
Wierni Kościoła rzymskokatolickiego należą do parafii św. Józefa Oblubieńca Najświętszej Marii Panny w Międzyrzecu Podlaskim.